# St. Helens, Isle of Wight
St. Helens är en civil parish i Storbritannien.   Den ligger i grevskapet Isle of Wight och riksdelen England, i den södra delen av landet, 110 km sydväst om huvudstaden London. St. Helens ligger på ön Isle of Wight.